# 寿山駅

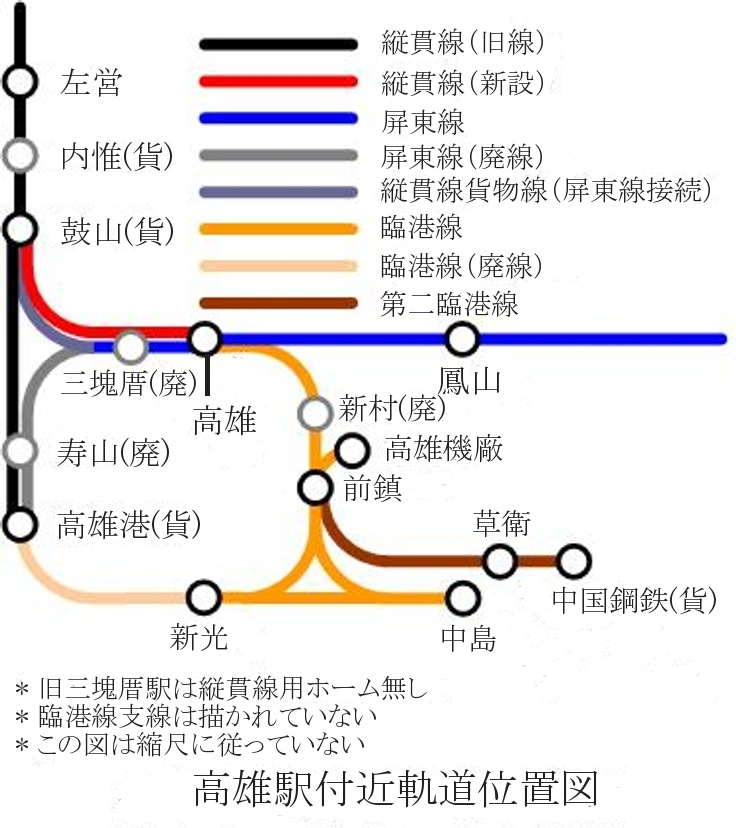
高雄駅付近鉄道路線位置図

寿山駅（じゅざんえき）は、高雄市鼓山区北斗街平交道（踏切）付近にあった台湾鉄路管理局屏東線及び縦貫線の駅（廃駅）。現役時代は気動車専用の駅であった。高雄 - 三塊厝 - 寿山 - 高雄港 - 寿山 - 鼓山 - 台南方面と高雄港駅で同一列車が折り返す形で運行された

## 歴史
- 1931年8月1日 - 山下町臨時停車場を開設[2]。
- 1942年 - 気動車の運行停止に伴い休業。
- 1952年
  - 2月10日 - 山下町駅として復活したが、当初は鉄道員の通勤用で一般向け営業は行わなかった。
  - 7月1日 - 寿山駅と改名、一般向け営業を開始。
- 1962年 - 気動車の運行停止に伴い廃止。

## 駅構造
- 単式・島式ホーム2面3線の地上駅。単式ホーム1面1線は縦貫線上り、島式ホーム1面2線は縦貫線下りと屏東線単線（双方向）であった。ホーム跡が残っている[3]。

## 廃止前の利用状況
| 年       | 年間   | 年間   | 年間     | 年間   | 1日平均 | 1日平均 |
| 年       | 乗車   | 下車   | 乗降車計 | 出典   | 乗車    | 乗降車  |
| -------- | ------ | ------ | -------- | ------ | ------- | ------- |
| 1931年度 | 24,409 | 18,366 | 42,775   | [ 4 ]  | 100     | 175     |
| 1932年度 | 21,738 | 14,798 | 36,536   | [ 5 ]  | 60      | 100     |
| 1933年度 | 49,516 | 43,092 | 92,608   | [ 6 ]  | 136     | 254     |
| 1934年度 | 49,704 | 44,979 | 94,683   | [ 7 ]  | 136     | 259     |
| 1935年度 | 53,379 | 41,443 | 94,822   | [ 8 ]  | 146     | 259     |
| 1936年度 | 62,524 | 59,701 | 122,225  | [ 9 ]  | 171     | 335     |
| 1937年度 | 66,359 | 63,279 | 129,638  | [ 10 ] | 182     | 355     |
| 1938年度 | 66,164 | 61,918 | 128,082  | [ 11 ] | 181     | 351     |
| 資料なし |        |        |          |        |         |         |

## 駅周辺
- 高雄大義宮（中国語版）
- 高雄市文武聖殿（中国語版）
- 高雄ライトレール文武聖殿駅、鼓山区公所駅

## 隣の駅
台湾鉄路管理局
縦貫線（廃線された旧線）
鼓山駅 - 寿山駅 - 高雄港駅
屏東線（高雄港 - 高雄間の専用路線は廃線）
高雄港駅 - 寿山駅 - 三塊厝駅 - 高雄駅